# Louis Vuitton
Louis Vuitton és una empresa francesa que dissenya roba i complements de luxe i és considerada com l'actual marca de luxe més exclusiva del món. El principal patrocinador de la Copa Amèrica de Vela posseeix 445 botigues en 62 països. L'empresa fou fundada pel francès Louis Vuitton (1821-1892). La primera botiga s'obrí a París en 1854. En 1896 el seu fill Georges dissenyà la lona Monogram, o Monogram canvas collection, que inclou les inicials LV.
La companyia és dirigida pel grup LVMH, el president del qual és Bernard Arnault. Paral·lelament, l'empresa és gestionada per Patrick Louis Vuitton que, juntament amb dissenyadors coneguts internacionalment com a Marc Jacobs ha aconseguit mantenir l'associació de l'empresa de luxe i l'exclusivitat.
Louis Vuitton té per política no fer mai rebaixes als seus productes. Ells pensen que no ho han de fer perquè els productes mantinguen la percepció de valor per part dels seus clients.